# Thomas Rudner
Thomas Rudner (ur. 11 września 1961 w Schwäbisch Gmünd) – niemiecki polityk, poseł do Parlamentu Europejskiego IX kadencji.

## Życiorys
Studiował politologię, socjologię i anglistykę w Ratyzbonie i Marburgu. Działał w ruchu przeciw apartheidowi Anti-Apartheid-Bewegung w Bonn. Zawodowo związany z pracą z młodzieżą, zatrudniony m.in. w organizacji DGB-Jugend Bayern. Od 2006 był kierownikiem centrum koordynacji niemiecko-czeskiej wymiany młodzieży w Ratyzbonie. Pełnił też funkcję wiceprzewodniczącego organizacji Bayerischer Jugendring. W 2021 został dyrektorem zarządzającym Stiftung „Jugendaustausch Bayern”, bawarskiej fundacji zajmującej się wymianą młodzieży.
Działacz Socjaldemokratycznej Partii Niemiec w Ratyzbonie. W lipcu 2023 objął mandat deputowanego do Parlamentu Europejskiego IX kadencji, zastępując w nim Ismaila Ertuga. Przystąpił do grupy Postępowego Sojuszu Socjalistów i Demokratów.